# Drie jongens en een caravan
Drie jongens en een caravan is het elfde deel van de Bob Evers-boekenreeks van de schrijver Willy van der Heide.

## Verhaal
Hoofdpersonen van de serie zijn de Nederlandse jongens Arie Roos en Jan Prins en hun Amerikaanse vriend Bob Evers.
Bob Evers, per boot onderweg van de Verenigde Staten naar Nederland om een zeilvakantie door te brengen met Arie Roos en Jan Prins, telegrafeert dat de plannen gewijzigd zijn. Hij heeft aan boord een landgenoot ontmoet, de zakenman Graham, die in verband met een brand in zijn fabriek op stel en sprong terug moet vliegen naar de USA. Graham heeft Bob gevraagd een klusje voor hem op te knappen en zijn luxe caravan en bijbehorende Buick, die zich ook op het schip bevinden, bij zijn kennis Bardoux in Monte Carlo af te leveren. Omdat de caravan van een geavanceerd nieuw ontwerp is, wordt de jongens ook gevraagd een rapport uit te brengen over hun ervaringen met het gebruik van deze caravan in de praktijk.
Op hun eerste pleisterplaats, bij De IJzeren Man in Vught, wordt de Buick 's avonds gestolen terwijl de jongens in de caravan zitten. De auto wordt wel weer snel teruggevonden, maar de dieven hebben ondertussen een van de reservewielen vervangen door een ander, geprepareerd wiel, waarin een groot bedrag aan dollars verborgen is. Het is de bedoeling op deze manier de dollars over de grens te smokkelen (het verhaal speelt in een tijd dat deviezentransacties niet zonder meer toegestaan waren). Er ontstaat een complexe situatie met verwisselde autowielen, doordat de jongens onderweg een andere Buick-eigenaar, de oude heer Sanders uit Eindhoven die met pech en zonder reservewiel aan de kant van de weg staat, tijdelijk aan een leenwiel hebben geholpen. Het wiel met de dollars blijft zodoende achter in Eindhoven, maar dat is bij niemand bekend.
In België raken Bob, Jan en Arie wederom slaags met de smokkelbende, die natuurlijk haar dollars terug wil hebben. In het nachtelijk tumult wordt Jan door mieren belaagd, past Bob de theorie van het gespiraliseerde vierkant toe en ziet Arie kans drie Belgische kippendieven te vangen en bij de gendarmerie af te leveren. Er ontstaat voorts een heen-en-weer gereis van verschillende partijen tussen Bergen en Eindhoven, en uiteindelijk trekt de bende - waartoe ook Bardoux blijkt te behoren - aan het kortste eind. De dollars komen in het bezit van Sanders' chauffeur George, maar worden even later door de politie gevonden als George in Turnhout een aanrijding veroorzaakt. Bardoux druipt af mét Buick en caravan, maar zónder dollars.

## Drukgeschiedenis
Het verhaal is in 1949 als feuilleton in 18 afleveringen verschenen in het tijdschrift Jeugdkampioen, een uitgave van de ANWB, met illustraties van Nic Blans.
De eerste druk werd in 1953 gepubliceerd door de uitgeverij M. Stenvert & Zoon te Meppel in een hardcoveruitgave, met stofomslag en illustraties van Frans Mettes. Tot aan 1956 verschenen nog drie drukken. De verhaallijn in de boekuitgave wijkt enigszins af van de tekst in het feuilleton.
In 1966 werd het formaat gewijzigd. Het boek werd voortaan gepubliceerd als pocketboek (17,5 × 11,5 cm). De tekst van deze uitgave was door de auteur bewerkt. De druknummering werd voortgezet en tot 1990 verschenen de volgende drukken:
- 1966 tot 1982: 5e t/m 20e druk, omslag van Moriën
- 1985 tot 1990: 21e t/m 22e druk, omslag van Bert Zeijlstra

In de pocketeditie zijn de illustraties van Mettes uit de hardcoveruitgave overgenomen.